# 요코가와정
요코가와정(일본어: 横川町)은 일본 가고시마현 아이라군에 있던 정이다. 
2005년 11월 7일에 고쿠부시 및 아이라군 5정과 합병해 기리시마시가 되었다.

## 역사
- 1889년 4월 1일 - 구와바라군의 6촌이 합병해 요코가와촌이 성립하였다.
- 1940년 4월 1일 - 정으로 승격해 요코가와정이 되었다.

## 교통

### 철도
- 규슈 여객철도
  - 히사쓰 선

### 도로
- 국도 제223호선

## 출신
- 마에다군 (만화가 구메다 야스히로의 보조작가)

## 참고 문헌
- 角川日本地名大辞典編纂委員会,『角川日本地名大辞典 鹿児島県』1983, 角川書店